# ジョン・グレイ (第15代グレイ卿)
第15代グレイ卿ジョン・グレイ（英語: John Gray, 15th Lord Gray、1798年5月12日 – 1867年1月31日）は、スコットランド貴族。

## 生涯
第14代グレイ卿フランシス・グレイとメアリー・アン・ジョンストン（Mary Anne Johnstone、1858年12月31日没、ジェームズ・ジョンストンの娘）の息子として、1798年5月12日にアバディーンで生まれた。
1833年7月23日、メアリー・アン・エインズリー（Mary Anne Ainslie、1810年頃 – 1882年2月16日、チャールズ・フィリップ・エインズリーの娘）と結婚した。
1842年8月20日に父が死去すると、グレイ卿の爵位を継承、1847年から1867年までスコットランド貴族代表議員を務めた。議員としてはトーリー党に所属した。
1867年1月31日にパリのシャンゼリゼ通り18番地にある自宅で死去、スコットランドで埋葬された。息子がおらず、妹マデリーナが爵位を継承した。